# 光穗筒轴茅
光穗筒轴茅（学名：Rottboellia laevispica）为禾本科筒轴茅属下的一个种。